# قارچ‌های مرجانوار

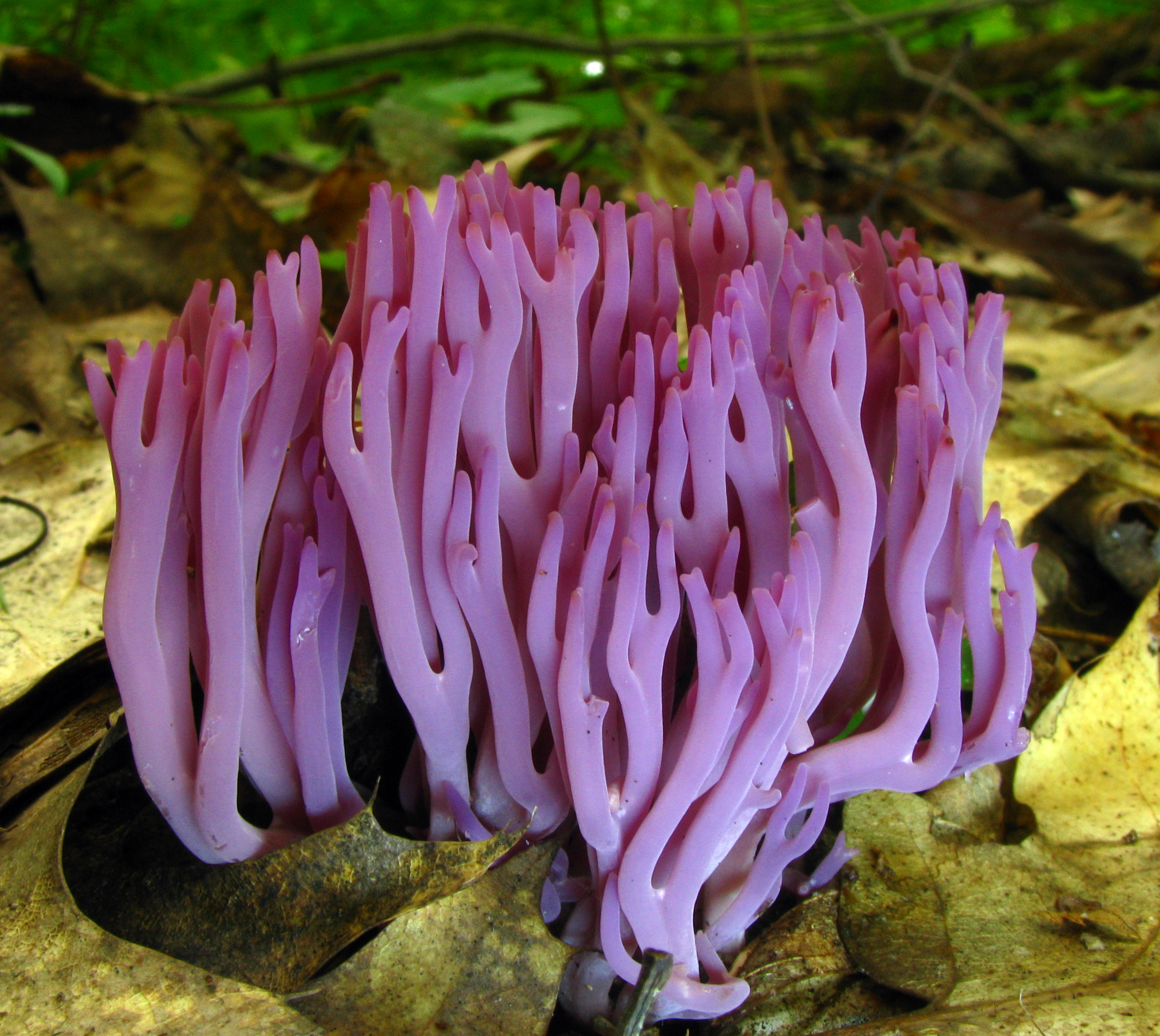
کلاواریا زولینگری

قارچ‌های مرجانوار یا قارچ‌های مرجان‌گون (به انگلیسی: Clavarioid fungi) گروهی از قارچ‌ها در قارچ‌های چتری (Basidiomycota) هستند که معمولاً دارای بازیدیوکارپ‌های راست، ساده یا شاخه‌دار (جسم میوه) هستند که روی زمین، روی پوشش گیاهی در حال پوسیدگی یا روی چوب مرده تشکیل می‌شوند. آنها را در اصطلاح عامیانه قارچ باشگاهی و قارچ مرجانی می‌نامند.
در ابتدا چنین قارچ‌هایی به سردهٔ قارچ‌های مرجانی ("clavarioid" به معنی کلاواریامانند) نامیده می‌شدند، اما اکنون آشکار شده است که گونه‌های مرجانوار همه به هم نزدیک نیستند. از آنجایی که آنها اغلب به عنوان یک گروه مورد مطالعه قرار می‌گیرند، حفظ نام غیررسمی (غیرآرایه‌شناختی) "قارچ‌های مرجانوار" آسان است و این اصطلاح اغلب در مقاله‌های پژوهشی استفاده می‌شود.

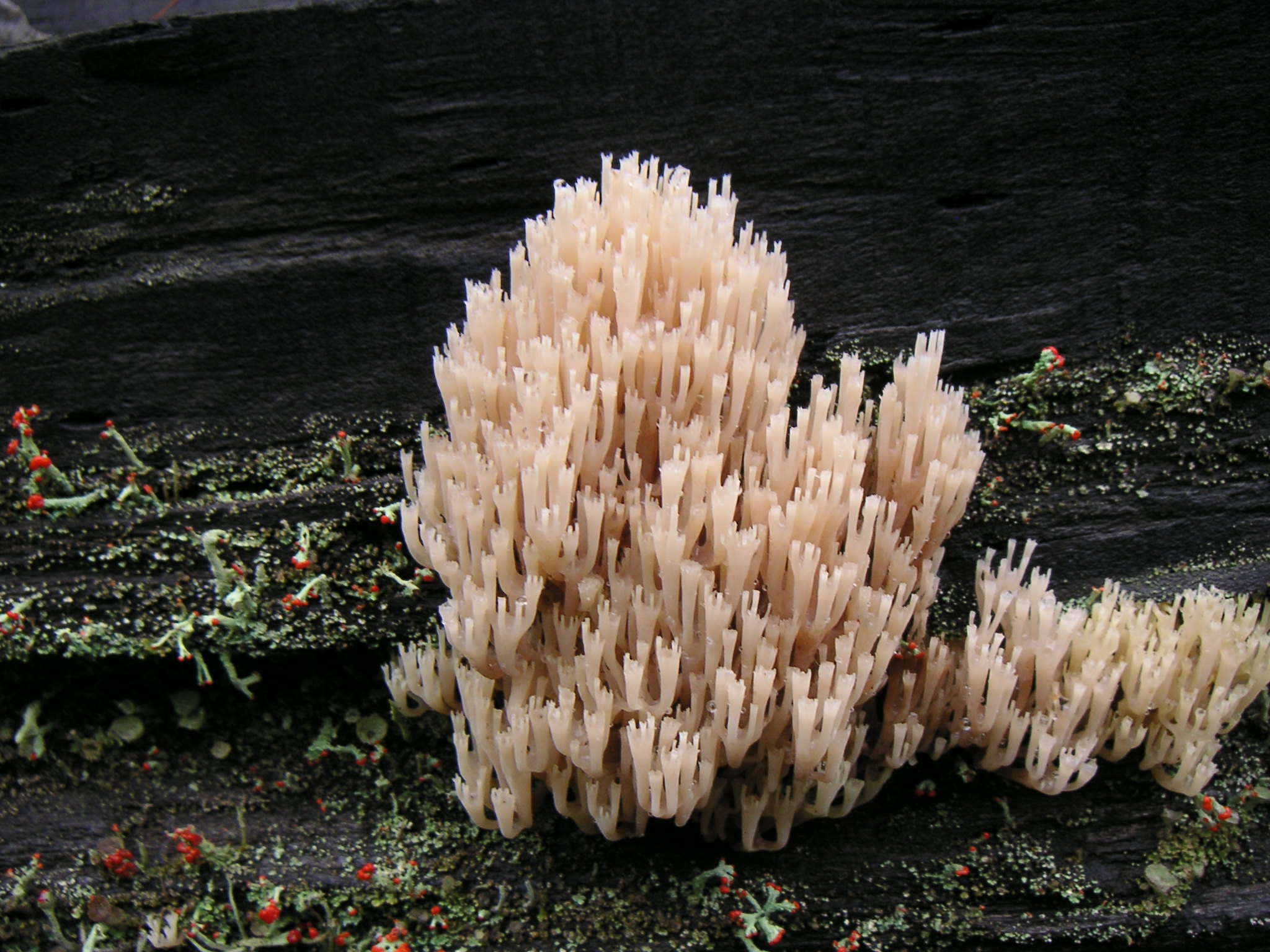
قارچ مرجان‌گون Artomyces pyxidatus، ایالات متحده آمریکا

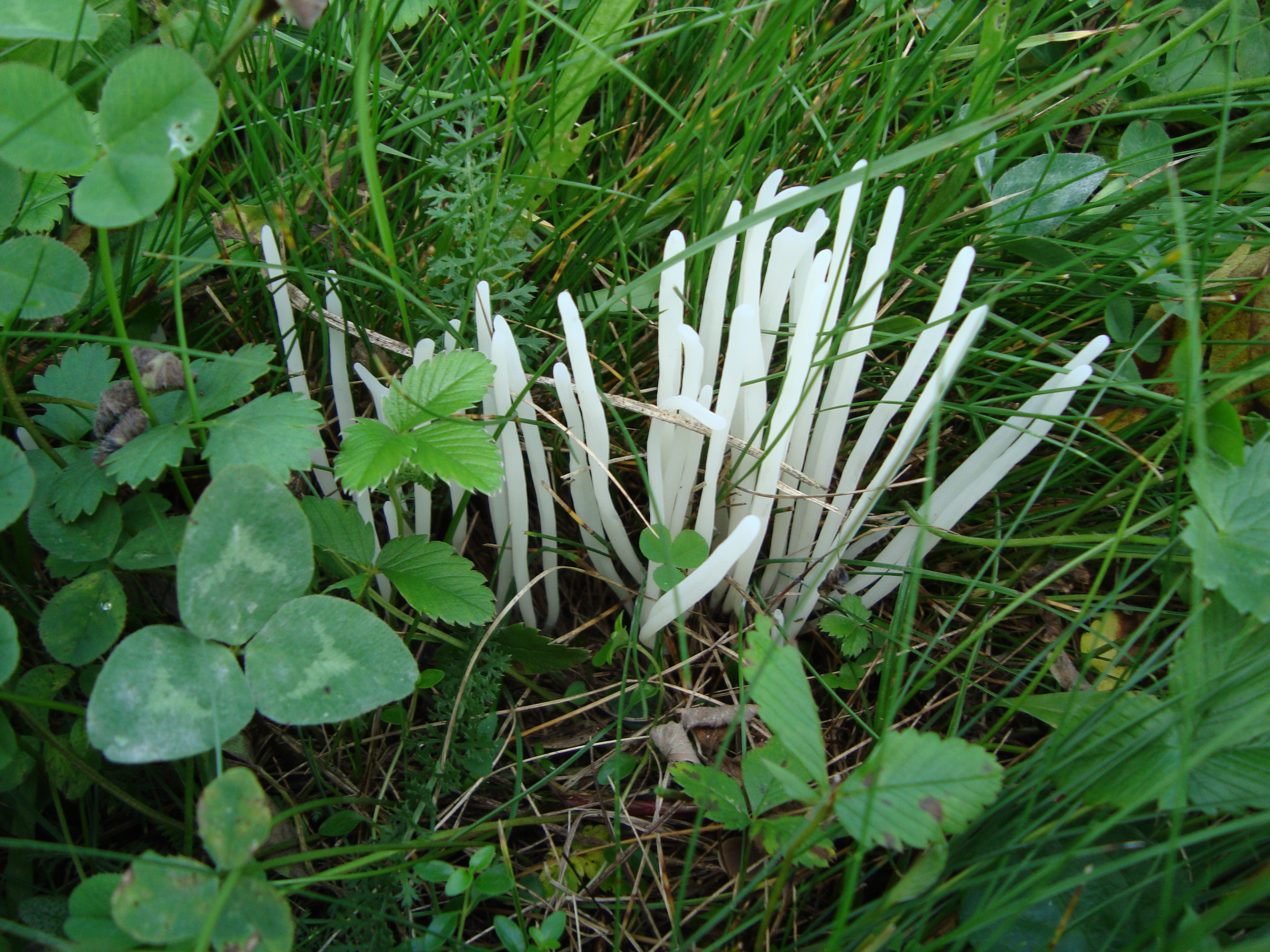
Clavaria fragilis، اتریش

قارچ‌های مرجان‌گون پراکندگی جهانی دارند، اگرچه برخی از سرده‌ها - مانند Aphelaria و Lachnocladium - عمدتاً گرمسیری هستند.